# Chaitophorus tumurensis
Chaitophorus tumurensis är en insektsart. Chaitophorus tumurensis ingår i släktet Chaitophorus och familjen långrörsbladlöss. Inga underarter finns listade i Catalogue of Life.